# Karl Lehmann (Archäologe)
Karl Leo Heinrich Lehmann (von 1920 bis 1944 Karl Lehmann-Hartleben nach dem Geburtsnamen seiner ersten Ehefrau Elwine (1894–1961); * 27. September 1894 in Rostock; † 17. Dezember 1960 in Basel) war ein deutsch-US-amerikanischer Klassischer Archäologe.

## Leben
Karl Lehmann war Sohn des Rostocker Juristen Karl Lehmann und der Künstlerin Henni Lehmann, seine ältere Schwester war die spätere Etruskologin Eva Fiesel.
Lehmann studierte an den Universitäten Tübingen, Göttingen und München. Am Ersten Weltkrieg nahm er als Dolmetscher teil, 1917 bis 1918 im Dienst der türkischen Marine. Am 8. Dezember 1920 heiratete er Elwine Hartleben (* 1894; † 4. April 1961 in New York), eine gelernte Büroangestellte, die mit ihm in Tübingen Archäologie studiert hatte und mit der er drei Söhne hatte.
1922 wurde Karl Lehmann an der Universität Berlin bei Ferdinand Noack mit einer Arbeit über Die antiken Hafenanlagen des Mittelmeeres promoviert, war 1923 am Deutschen Archäologischen Institut (DAI) in Athen tätig und nach der Habilitation in Berlin 1924 am DAI in Rom. Von 1925 bis 1929 lehrte er am Archäologischen Institut der Ruprecht-Karls-Universität Heidelberg als Privatdozent (1928–1929 als Vertreter des vakanten Lehrstuhls) und erhielt 1929 eine Professur für Klassische Archäologie an der Universität Münster. Dort wurde er im April 1933 als Jude nach dem Gesetz zur Wiederherstellung des Berufsbeamtentums entlassen, als er sich gerade zu einer Grabung in Pompeji aufhielt. Über Italien emigrierte er 1935 weiter in die Vereinigten Staaten, wo er Professor am Institute of Fine Arts der New York University wurde.
Seine Forschungen richteten sich in den 1920er Jahren zunächst auf die Trajanssäule in Rom. Zusammen mit dem Bildhauer Kurt Kluge publizierte er das epochale Werk Die antiken Großbronzen. Weiter interessierte ihn die Stadt- und Siedlungsgeschichte der Antike. In New York leitete er den von ihm gegründeten Archaeological Research Fund, 1938 begannen seine Ausgrabungen von Samothraki, wo er das Kabirenheiligtum erforschte. 1946 initiierte er als Direktor des Institute of Fine Arts zusammen mit Fritz Saxl (Warburg Institute) und Richard Krautheimer (Vassar College) den Census of Antique Works of Art and Architecture Known in the Renaissance.
1944 erhielt er die Staatsbürgerschaft der Vereinigten Staaten. Im Juli 1944 ließ er sich von seiner ersten Frau scheiden und heiratete im September desselben Jahres in zweiter Ehe die Archäologin Phyllis Williams (1912–2004), die an den Ausgrabungen in Samothrake teilgenommen hatte. Die Ehe blieb kinderlos.
Er starb infolge einer Operation in Basel, als er sich dort zu Forschungszwecken aufhielt. In der New York University wurde am 23. Dezember 1960 eine Trauerfeier zu seinen Ehren abgehalten. Seit 2024 wird an der Universität Münster zu seinem Gedenken die Karl-Lehmann-Hartleben-Vorlesung veranstaltet.

## Nachkommen
Karl Lehmann hatte aus der ersten Ehe mit Elwine Hartleben drei Söhne, die mit ihnen in die USA emigrierten: 
- Wolfgang John Lehmann (* 18. September 1921 in Berlin; † 7. Januar 2018),[2] lebte später in Alexandria, Virginia,
- Walter Lehmann (* 1. Januar 1926 in Heidelberg; † 12. November 1991), lebte später in Drexel Hill, Pennsylvania, und
- Ernest Karl Lehmann (* 8. Juni 1929; † 13. Dezember 2013 Minneapolis, Minnesota), der ein namhafter Geologe wurde.[3] Sein Nachlass befindet sich im American Heritage Center der University of Wyoming.[4]

## Schriften (Auswahl)
- Die antiken Hafenanlagen des Mittelmeeres. Dieterich, Leipzig 1923 (Dissertation 1922). Nachdruck Scientia, Aalen 1963.
- Die Trajanssäule. Ein römisches Kunstwerk zu Beginn der Spätantike. De Gruyter, Berlin u. a. 1926 (Habilitationsschrift).
- mit Kurt Kluge: Die antiken Grossbronzen. 3 Bände, de Gruyter, Berlin 1927.
- Thomas Jefferson, American humanist. Macmillan, New York 1947.
- Samothrake. Band 2,2: The inscriptions on ceramics and minor objects. Pantheon Books, New York 1960.